# ピンボール66匹のワニ大行進
『ピンボール66匹のワニ大行進』（ピンボール66ぴきのワニだいこうしん）は、1989年10月18日にハル研究所から発売されたゲームボーイ用コンピュータピンボール。日本国外では『Revenge of the 'Gator』のタイトルで発売された。さまざまなギミックがワニで構成されているゲームである。
2013年1月9日にニンテンドー3DS用ソフトとしてバーチャルコンソールで配信された。2人交代プレイには対応しているが、対戦プレイには未対応。
ゲームボーイ版はゲーム誌『ファミコン通信』の「クロスレビュー」にてシルバー殿堂入りを獲得した。

## ゲーム内容
ABCDの4層とボーナス面で構成されている。ボールを打ち出すとC面から開始。ボールがピンボール台から落ちると下の層に移るが、D面の下は「ワニ面」で無条件でワニにボールを食べられミスとなる。尚、本作には台揺らしの仕様は実装されていない。
A面
魚を食べさせて太ったワニにボールを当てるとエキストラボールとなる。ボーナス面に進むホールがある。
B面
上部にあるブロックとドロップターゲットを消すとA面への扉が開く。ボーナス面に進むホールがある。
C面
ドロップターゲットを消すとB面への扉が開く。ボーナスとなるスロットがある。
D面
上部のワニの口にボールを入れると、C面、ボーナス面、シューターレーンに進む。
ボーナス面1
D面より行けるボーナス面。ブロックの上をワニが歩いており、ブロックを消して落ちてきたワニにボールを当てる。
ボーナス面2
B面より行けるボーナス面。卵にボールをぶつけ、出てきたワニにボールを当てる。
ボーナス面3
A面より行けるボーナス面。穴の上にボールを通過させるとワニが顔を出すので、それにボールを当てる。

## 移植版
| No. | タイトル                                         | 発売日                                   | 対応機種        | 開発元     | 発売元     | メディア                              | 型式 | 備考 |
| --- | ------------------------------------------------ | ---------------------------------------- | --------------- | ---------- | ---------- | ------------------------------------- | ---- | ---- |
| 1   | ピンボール66匹のワニ大行進 Revenge of the 'Gator | 2013年1月9日 2013年9月5日 2013年10月17日 | ニンテンドー3DS | ハル研究所 | ハル研究所 | ダウンロード （バーチャルコンソール） | -    |      |

## スタッフ
- スタッフ：仙石敏男、仙石まき

## 評価
- ゲーム誌『ファミコン通信』の「クロスレビュー」では、合計30点でシルバー殿堂入りを獲得している[6]。

- ゲーム誌『ファミリーコンピュータMagazine』の読者投票による「ゲーム通信簿」での評価は以下の通り21.19点（満30点）となっている[1]。また、同雑誌1991年5月24日号特別付録の「ゲームボーイ オールカタログ」では、「画面中に、かわいいワニたちがたくさん登場するピンボールゲーム」、「1人プレイよりも、対戦プレイの方がもりあがるぞ」とキャラクター造形や対人戦に関して肯定的なコメントで紹介されている[1]。

| 項目 | キャラクタ | 音楽 | 操作性 | 熱中度 | お買得度 | オリジナリティ | 総合  |
| 得点 | 3.90       | 3.37 | 3.56   | 3.52   | 3.44     | 3.40           | 21.19 |